# Liste des séries et émissions de la CBBC
La liste des séries et émissions de la CBBC contient toutes les séries et émissions ayant été diffusées sur la chaîne pour enfants et adolescents de la BBC au Royaume-Uni, incluant CBBC et CBeebies.

## 0-9
- 3rd and Bird (en)
- 50/50 (en)
- 64, rue du Zoo

## A
- Ace Lightning
- Ace Ventura
- ACTIV-8
- Adam's Family Tree (en)
- The Addams Family (en)
- Adventure Florida
- The New Adventures of McGee and Me (en)
- Adventures of the Wishing-Chair (en)
- Against All Odds (en)
- Agent Z and the Penguin from Mars (en)
- Albert le cinquième mousquetaire
- All or Nothing
- Allô Nelly bobo
- Alfonso Bonzo (en)
- The All New Popeye Hour (en)
- Alvin et les Chipmunks
- The Alvin Show (en)
- Andy Pandy
- Angelmouse
- Animalia
- Les Animaux du Bois de Quat'sous
- Animorphs
- Aquila (en)
- The Artbox Bunch
- Arthur
- Astro Boy 2003 (2004 to 2006)
- Atlantis High (en)
- Les Aventures de Shirley Holmes
- Les Aventures extraordinaires de Blinky Bill

## B
- Babar
- Bad Boyes (en)
- Bad Penny (en)
- Bagpuss
- Bailey Kipper's POV (en)
- Balamory (en)
- Bamzooki (en)
- Banana Split (émission de télévision)
- Bananaman
- The Bancey Hamster
- Barmy Aunt Boomerang (en)
- Barney (en)
- Barney's Barrier Reef (en)
- Basil Brush (en)
- Basil's Swap Shop (en)
- Basil's Game Show (en)
- La Bataille des planètes
- Batfink (en)
- Batman
- BB3B (en)
- Bear Behaving Badly (en)
- Beat the Boss (en)
- Best of Friends (en)
- Beat the Teacher (en)
- Becky and Barnaby Bear (en)
- Belfry Witches (en)
- Belle et Sébastien (1967 en live)
- Belle et Sébastien (1981 en a nimé)
- Bernard
- Bertha (en)
- Big and Small (en)
- Big Cook, Little Cook (en)
- Big Barn Farm
- Big Kids
- Flower Pot Men
- Billy Webb's Amazing Stories
- Binka
- The Biskitts
- Bits and Bobs
- Bitsa
- The Biz
- Bluebirds
- Blue Peter
- Bob the Builder
- Bobinogs
- Bodger and Badger
- Boo!
- Boogie Beebies
- Bosco
- The Boot Street Band
- The Borrowers
- Brain-Jitsu
- Bravestarr
- Bright Sparks
- Brum
- Bruno the Kid
- Bring It On
- The Brollys
- Bucky O'Hare... contre les Krapos !
- Bump
- Bump in the Night
- The Busy World of Richard Scarry
- Byker Grove

## C
- Camberwick Green
- Capitaine Caverne
- Captain Abercromby
- Captain Pugwash
- Carrie and David's Popshop
- Cartoon Critters
- Cat's Eye
- Cavegirl
- Century Falls
- Chair de poule
- The Charlie Brown and Snoopy Show
- Charlie Chalk
- Charlie and Lola
- Fame Academy
- Children of Fire Mountain
- The Children of Green Knowe
- Tic et Tac, les rangers du risque (Chip 'n Dale Rescue Rangers)
- Chipmunks Go to the Movies
- Christopher Crocodile
- ChuckleVision
- Chucklewood Critters
- Chuggington
- Chute!
- Clarissa Explains It All
- Clifford le gros chien rouge
- Clutter Nutters
- Come Outside
- Conan the Adventurer
- Corneil et Bernie (Watch my Chomp)
- Crisis Control
- Crystal Tipps and Alistair
- Crush
- The Crust
- Cuckoo Land

## D
- Dance Factory
- Dare Dare Motus
- Dani's House
- Dark Season
- Dear Mr Barker
- Defenders of the Earth
- The Demon Headmaster
- Dennis the Menace
- Desperados
- Dick and Dom in da Bungalow
- Diddy Dick and Dom
- Dilly the Dinosaur
- Dino Babies
- Dinosapien
- DIY TV
- Dizzy Heights
- Dogstar
- Dogtanian and the Three Muskehounds
- Dooby's Duck Disco Bus
- Doodle Do
- Do Something Different
- Droopy, Master Detective (en)
- Dungeons & Dragons

## E
- Earthfasts
- Ed and Oucho's Excellent Inventions
- Eek! Le chat
- Eggs 'n' Baker
- Egyxos
- El Chavo del Ocho
- Election
- Elidor
- Eliot Kid
- Ernie's Incredible Illucinations
- Escape from Jupiter
- Escape from Scorpion Island (en)
- Ethelbert the Tiger
- Eureka TV (ended)
- Evacuation
- Évolution
- Extreme Animals

## F
- Fab Lab
- Mes parrains sont magiques
- The Family Ness
- Fantastic Max
- Feather Boy
- Félix le Chat
- Fiddley Foodle Bird
- Les Aventures de Fievel au Far West
- Fimbles
- Finley the Fire Engine
- Fireman Sam
- Five Children and It
- Flash Gordon
- Flint le détective
- Les Pierrafeu
- The Flumps
- Forget Me Not Farm
- Frankenfacts!
- Frankenstein's Cat
- Freefonix
- Free Willy
- Friends and Heroes
- Fudge
- Fungus the Bogeyman
- Funky Fables
- The Funky Phantom
- Funny Bones
- The Further Adventures of SuperTed

## G
- Gadget Boy & Heather
- Galaxy Goof-Ups
- Galidor
- Gastronuts
- Galloping Galaxies!
- The Genie From Down Under
- Get 100
- Get Squiggling
- Get Your Own Back
- The Ghost Hunter
- Ghostwriter
- Gina's Laughing Gear
- Alana ou le futur imparfait
- The Girl from Tomorrow Part II: Tomorrow's End
- Glad Rags
- Godzilla: The Series
- The Godzilla Power Hour
- Going Live
- Gaspard et les Fantômes
- Gordon the Garden Gnome
- Gran
- Grange Hill
- Gravedale High
- Greenclaws
- Gruey
- Green Balloon Club
- La Guerre des Stevens
- La Guerre des tomates

## H
- Half Moon Investigations
- Hangar 17
- Happy Birthday
- Happy Families
- Hartbeat
- Heathcliff
- Heathcliff
- Hector's House
- Hedz
- Help! Teach is Coming to Stay
- Henry's Cat
- Hero to Zero
- Hider in the House
- Higgledy House
- Highlander (Highlander: The Animated Series)
- Histeria!
- S Club 7
- Home Farm Twins
- Hot Rods
- Hotel Trubble
- The House Of Gristle
- How Do You Do?
- Hububb

## I
- I Dream
- I Hate This House
- I Love Mummy
- Incredible Games
- The Incredible Hulk
- The Infinite Quest
- Insides Out
- Intergalactic Kitchen
- Dans le jardin des rêves
- Iron Man
- It'll Never Work
- Itsy Bitsy Spider
- Iznogoud

## J
- Jugnu Ko Prakhne Ki Zid Karen
- Jackanory
- Jackie Chan Adventures
- Jakers! The Adventures of Piggley Winks
- James the Cat
- Jane de la jungle
- Jeopardy
- Les Jetson (The Jetsons)
- Jimbo and the Jet Set
- Jim l'astronaute
- Johnson and Friends
- Jonny Briggs
- Joshua Jones
- The Journey of Allen Strange
- Julia Jekyll and Harriet Hyde
- Les Jumeaux Barjos
- Juniper Jungle
- Just So Stories
- Just William

## K
- Kenan et Kel
- Kerching!
- Kerwhizz
- Kevin and Co
- Kevin's Cousins
- King Rollo
- Kissyfur
- The Koala Brothers
- The Krankies Elektronik Komik
- Krypto le superchien

## L
- Loïs et Clark
- L.A. 7
- The Lampies
- Lassie
- Laurel and Hardy
- Bienvenue à Lazy Town
- The Legend of Dick and Dom
- La Légende de Prince Vaillant (The Legend of Prince Valiant)
- Legend of the Dragon
- The Legend of the Silver Shadow
- The Legend of Tim Tyler
- The Legend of Zelda
- Level Up
- The Likeaballs
- Lilly the Witch
- The Littl' Bits
- Littlest Pet Shop
- Little Bear
- Little Howard's Big Question
- Little Mouse on the Prairie
- Little Monsters
- Little Red Tractor
- Little Robots
- Live & Kicking
- Living It
- Lizzie McGuire
- Lockie Leonard
- Look and Read
- Look Sharp
- Looney Tunes
- The Lowdown

## M
- Maddigan's Quest
- The Magic Key
- Le Manège enchanté (The Magic Roundabout)
- Maid Marian and Her Merry Men
- Mama Mirabelle's Home Movies
- Marlene Marlowe Investigates
- The Marvel Action Hour
- The Mask: The Animated Series
- Mary Mungo & Midge
- Maya and Miguel
- MetalHeads
- Melvin And Maureen's Music A Grams
- Me Too!
- S Club 7
- Microscopic Milton
- Microsoap
- M.I. High
- Mister Maker
- Maya and Miguel
- Mighty Max
- Mighty Mouse: The New Adventures
- Mighty Truck of Stuff
- Muffin the Mule
- Multi-Coloured Swap Shop
- Model Millie
- Moomin
- Moondial
- Mon ami Ben (Gentle Ben)
- Mona le vampire
- Monster Café
- Monster Rancher
- Mortimer and Arabel
- Morris Minor's Marvellous Motors
- The Movie Game
- Mr. Benn
- Mr. Men
- Mr. Wymi
- Multi-Coloured Swap Shop
- The Mummy: The Animated Series
- Muppet Babies
- Mud
- MySay
- The Mysterious Cities of Gold
- The Mysti Show

## N
- Nelly Nut: Live
- Newsround
- The New Adventures of Speed Racer
- The New Woody Woodpecker Show
- Yogi
- The New Adventures of Zorro
- The Next Big Thing
- Nina and the Neurons
- No Sweat
- Noah's Island
- Noah and Nelly in... SkylArk
- Noah and Saskia (ended)
- Noddy (ended)
- Numberjacks

## O
- Oakie Doke
- Océane
- Ocean Star
- One Minute Wonders
- Only in America
- Orville and Cuddles
- Oscar Charlie
- Oscar's Orchestra
- Our Planet
- Out of Tune
- Out There
- Outback 8
- Over the Moon
- Ovide and the Gang

## P
- Pablo the Little Red Fox
- Le Pacha (Top Cat)
- Paddington
- La Panthère rose
- Paradise Café
- Parallax
- Patrick's Planet
- Paw Paws
- Pedro and Frankensheep
- Penny Crayon
- Peter Pan et les Pirates (Peter Pan and the Pirates)
- Phantom 2040
- Philbert Frog
- The Phoenix and the Carpet
- Pigeon Street
- Pig Heart Boy
- Pink Panther & Sons
- Pinky and Perky
- Pinky Dinky Doo
- Le Tourbillon noir
- Pingu
- Pitt & Kantrop
- Planet Cook
- Playdays
- Les Aventures des Pocket Dragons
- The POD
- The Poddington Peas
- Pole Position
- Popeye
- Popeye, Olive et Mimosa
- Postman Pat
- Potsworth and Company
- Powers
- Prank Patrol
- Prince of Atlantis
- Puppydog Tales
- The Puppy's Further Adventures

## Q
- The Queen's Nose

## R
- Les Ratons Laveurs
- Radio Roo
- Radio Studio Compise
- Raven
- Raven: The Island
- Raven: The Secret Temple
- Razzledazzle
- The Real Adventures of Jonny Quest
- The Really Wild Show
- Record Breakers
- The Return of the Psammead
- Return to Jupiter
- The Revenge Files of Alistair Fury
- Richard Hammond's Blast Lab
- Roar
- Rocket Boy and Toro
- The Rocky and Bullwinkle Show
- Roland Rat
- The Roly Mo Show
- Roobarb
- Les Mystères romains
- Roswell, la conspiration
- Rotten Ralph
- Les Twist
- Rubbadubbers, tous au bain
- Rude Dog and the Dweebs
- Les Razmoket
- Rule The School
- Run the Risk

## S
- Saban's Adventures of Pinocchio
- Sam and Mark's Guide to Dodging Disaster
- Sans Secret, l'écureuil agent secret (Secret Squirrel)
- The Sarah Jane Adventures
- Satanas et Diabolo (Dastardly and Muttley in Their Flying Machines)
- The Saturday Show
- Saturday Superstore
- Scooby-Doo
- Scoop
- Secret Life of Toys
- The Secret Show
- See It Saw It
- Serious Amazon
- Serious Andes
- Serious Arctic
- Serious Desert
- Serious Jungle
- Shaun the Sheep
- The Shiny Show
- Shoebox Zoo
- Short Change
- Show and Spell
- Sick as a Parrot
- Silver Surfer
- Simon and the Witch
- Skippy le kangourou
- Skunk Fu!
- The Slammer
- Small Talk Diaries+
- SMart
- SMarteenies
- Le Petit Malin
- Les Schtroumpfs
- Smile
- SOS Polluards
- The Smokehouse
- Snorks
- Something Special
- The Sorcerer's Apprentice
- Sorry, I've Got No Head
- Space Pirates
- Space Vets
- Spider
- Spider-Man et ses amis extraordinaires
- Spider-Man (série télévisée d'animation, 1981)
- Spider-Man, l'homme-araignée
- Stitch Up!
- The Spooktacular New Adventures of Casper
- Sportsround
- Spot the Dog
- The Stables
- Stake Out
- Star Trek: The Animated Series
- Droïdes : Les Aventures de R2-D2 et C-3PO
- Star Wars: Ewoks
- Step Inside
- Stoppit and Tidyup
- Stig of the Dump
- Stingray
- Stitch Up!
- The Story of Tracy Beaker
- Story Makers
- Stuart Little: The Animated Series
- Stupid!
- Sub Zero
- Summerhill
- SuperTed
- Superbods
- Les Super Junior et Super Tank Show
- Super Duper Sumos
- Suspect
- SWAT Kats: The Radical Squadron
- Les Jumelles de Sweet Valley

## T
- Take a Bow
- Tales Of The Tooth Fairies
- Tales of the Riverbank
- Taz-Mania
- Teddy Trucks
- TeleQuest
- Les Télétubbies
- Teen Titans : Les Jeunes Titans
- Teen Titans Go!
- Tortues Ninja : Les Chevaliers d'écaille
- That Summer Day (One off)
- That's Genius! (ended)
- There's A Viking In My Bed
- The Mouse Factory
- Thunderbirds
- ThunderCats
- Tikkabilla
- Time Busters
- Time Warp Trio
- TMi
- Le Monde de Todd
- To Me, To You!
- Tom and Jerry
- Tommy Zoom
- Toonatics
- Top of the Pops Reloaded
- Tortues Ninja : La Nouvelle Génération
- Totally Doctor Who
- Tots TV
- Touché Turtle and Dum Dum
- Le Tour du monde en quatre-vingts jours
- Totalement jumelles
- Towser
- Toxic Crusaders
- Trading Places
- Trapped!
- Travel Bug
- Tricky Business
- Trollz
- Trumpton
- Tweenies
- Two of a Kind

## U
- UBOS
- UGetme
- UK Top 40
- UKool (TV series)
- Ulysses 31
- Undersea Adventures
- Uncle Max
- Underground Ernie

## V
- Visionaries: Knights of the Magical Light
- Viva S Club

## W
- Les Fous du volant
- Walking the Dog
- Wallace et Gromit
- Watt on Earth
- Watch My Chops
- The Wayne Manifesto
- We Are the Champions
- What a Cartoon!
- What's New, Scooby-Doo?
- Whizz Whizz Bang Bang
- Who Wants To Be A Superhero? (UK TV series)
- Why Don't You
- Why 5
- W.I.T.C.H.
- Wild About Animals
- The Wild Thornberrys
- The Wild House
- Wild Tales
- William's Wish Wellingtons (en)
- Willo the Wisp
- Wizbit
- The Wombles
- Wolverine et les X-Men
- Wonderful World of Weird
- Wolfblood
- Woody Woodpecker

## X
- Xchange
- X-Men
- X-perimental

## Y
- Yo Yogi!
- Yo! Diary
- Yogi's Space Race (en)
- Yogi et compagnie
- Yoho Ahoy
- Young Dracula
- Yvon of the Yukon

## Z
- Zombie Hôtel